# ブータン 山の教室
『ブータン 山の教室』（原題: লুনানা）は、パオ・チョニン・ドルジ監督・脚本による2019年のブータンのドラマ映画である。2019年10月にロンドン映画祭でワールド・プレミアが行われた。第93回アカデミー賞国際長編映画賞にブータン代表作として出品されたが、失格となった。翌年の第94回アカデミー賞国際長編映画賞に再び出品された。

## プロット
ブータンの首都、ティンプー。ウゲンは祖母と二人で暮らしている。4年前教師になったが、自分には向いてない。オーストラリアで歌手になりたい。勤務態度が悪すぎて、ブータンで一番の僻地の村、ルナナへの転属を命じられる。冬になったら雪で学校は閉まる。それまで数か月辛抱すれば5年間の義務年限が終わる。しぶしぶ承諾し、車に半日ゆられ、ガサの町についた。そこでは2頭のラバと村長の使い、ミチェンが待っていた。ガサから7日間をかけて歩き、標高4,800メートルの村に着いた。村人は総出で出迎え。しかし案内された学校と宿舎を見たとたん、もう帰りたい。自分にはできません。教師を辞めたいんです。村長に正直に打ち明けた。
翌朝寝ていると、クラス委員だという9歳の少女、ペム・ザムが呼びにくる。帰りの準備ができるまでの数日間だけ、授業をすることにした。未来に目を輝かせる、純朴な子供たち。ウゲンは心を動かされ、冬が来るまでは続けようと決める。何もなかった教室に黒板ができ、学校からきこえる歌声に村人たちは笑顔をみせる。ウゲンは「ヤク飼いの歌」を歌う娘、セデュに出会い、ヤクにまつわる村の伝説を聞く。そして歌を教わる。セデュはウゲンの役に立つように1頭のヤクを教室に連れてくる。
ウゲンのギターにあわせて子供たちは歌い、踊る。すっかり村の人気者となったころ、山の頂上が白くなった。冬が近い。雪が降れば春まで村を出られない。オーストラリアのビザが取れたという手紙が届く。オーストラリアは自分の夢だ。後ろ髪を引かれながら、子供たち、村人、そしてセデュに別れをつげる。先生、また来て…。
数か月後、シドニーのカフェにウゲンの姿があった。ギターの弾き語りで「ビューティフル・サンデー」を歌っている。客たちはおしゃべりに夢中で誰も聴いていない。ウゲンはむなしくなり、歌いやめる。逆にシーンとなる店内。金は払っているんだ。ちゃんと歌え！バーテンダーの罵声。ウゲンはセデュからもらった歌詞のメモを取り出し、「ヤク飼いの歌」を歌いはじめる。

## キャスト
- シェラップ・ドルジ
- ウゲン・ノルブ・ヘンドゥップ
- ケルドン・ハモ・グルン
- クンザン・ワンディ
- ツェリン・ドルジ
- ソナム・タシ
- ペム・ザム
- ツェリ・ゾム